# Вітбі

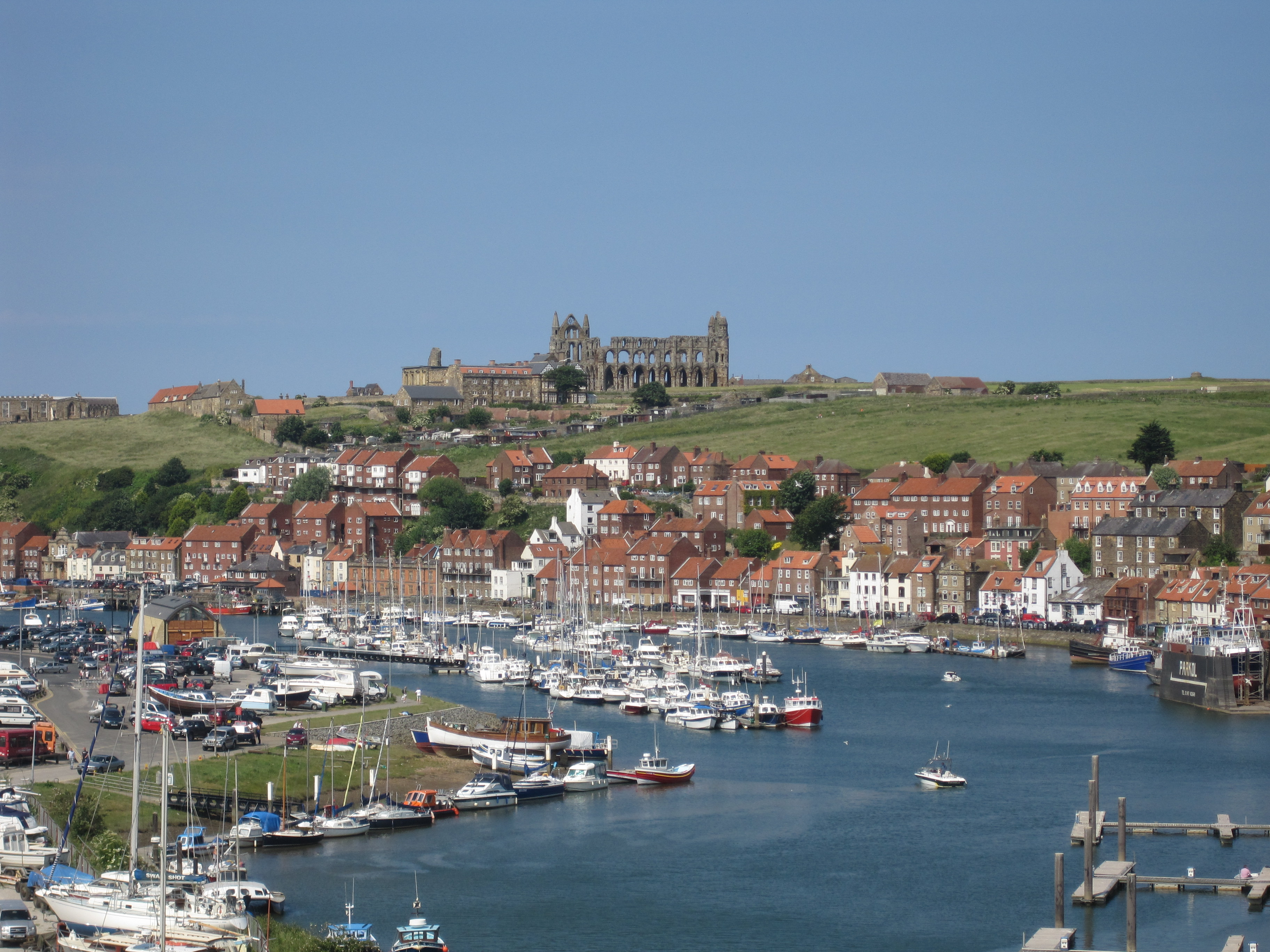
Вітбі

Ві́тбі (англ. Whitby) — місто в адміністративному районі Скарборо, в графстві Північний Йоркшир, Велика Британія. Місто розташоване в гирлі річки Еск (англ. Esk), де вона впадає в Північне море. Таким чином, Вітбі є також морським прибережним містом. Вітбі відоме своїми геологічними дарами, серед яких викопні древніх молюсків і тварин, а також гагат або чорний бурштин. Місто багате на архітектурну та культурно-історичну спадщину. Серед  його пам’яток — Абатство Вітбі, церква Св. Марії, старовинні пірси, розвідний міст, скульптура з китових кісток, пам’ятник Джеймсу Куку та присвячений йому музей. Вітбі розпочало свою історію як релігійний центр, потім розвивалося як порт пов’язаний з китобійним та риболовним промислом, а починаючи з середини XIX сторіччя туризм поступово ставав основною спеціалізацією міста. 

## Історія
Ще до заснування Вітбі, на цьому місці існувало бритонське поселення, і є сліди перебування римлян, але історики не мають достатньо інформації аби пов’язати ті поселення із сучасним містом .

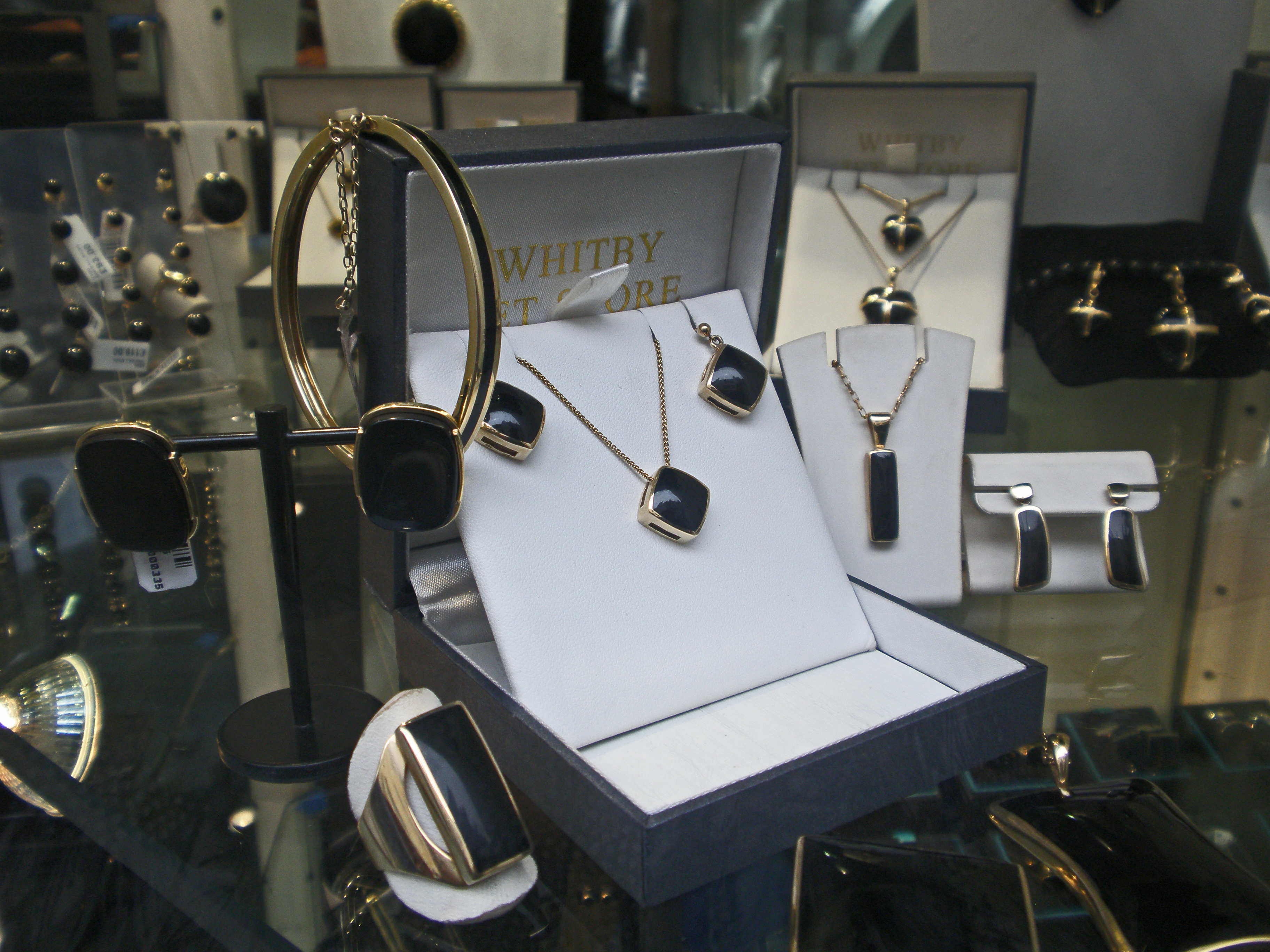
Ювелірні прикраси з Whitby Jet

Вітбі веде свою офіційну історію від часу заснування християнського монастиря англо-саксонським королем Нортумбрії Освіу в 657 р. Місце, в якому було засновано монастир, або абатство, називалося тоді Стреонешалх (Streoneshalh). Монастир, який є попередником Абатства Вітбі, процвітав впродовж наступних двохсот років і став важливим релігійним та культурним центром. В 664 р. в ньому збирався Синод Вітбі за участю короля Освіу, на якому було вирішено прийняти римський, а не кельтський, обряд служіння . 
З приходом вікінгів англо-саксони були змушені покинути Стреонешалх а монастир було зруйновано. Дуже мало відомо про поселення вікінгів яке існувало на цьому місці впродовж наступних двохсот років, але вони залишили по собі назву поселення Вітбі, що в давньоскандинавській мові означало “біле поселення” . 
З приходом норманів, приблизно в 1078 р. у Вітбі збудували новий, бенедектинський, монастир. Будівництво цього абатства в готичному стилі, руїни якого збереглися до нашого часу, почалося в XII сторіччі і продовжувалося протягом наступних двохсот років. Абатство припинило своє існування як релігійний центр у 1539 році, після того як король Генрі VIII оголосив себе главою англіканської церкви та розпустив усі католицькі монастирі. Вітбі продовжило своє існування як маленьке риболовецьке село .
Перетворення Вітбі в місто, та його розвиток, почалося з відкриттям родовища сульфату алюмінію та початком його видобутку в другій половині XVI сторіччя . Із зростанням промисловості виникла потреба в транспортуванні товару і це дало поштовх розвитку порту в Вітбі. У XVIII—XIX сторіччях у Вітбі розквітло суднобудівництво, транспортування сировинних матеріалів, а також китобійна промисловість. Остання галузь стала основною, налічуючи в розпал свого розквіту флотилію в 55 кораблів, і зробила свій історичний внесок в розвиток міста. На середину XIX сторіччя суднобудівництво та китобійний промисел прийшли в занепад, але на зміну їм прийшов туризм. Поява залізничного сполучення відіграла в цьому чималу роль. Вже в XIX сторіччі в Вітбі з’явилися готелі та традиційні на той час променад та естрада для оркестру . 
В XX сторіччі роль порта Вітбі значно зменшилася, оскільки розмір гавані та глибина не дозволяють приймати великі сучасні кораблі. Однак, риболовецький промисел в місті зберігся і до сьогодні. Туризм почав занепадати через дві світові війни та розвиток міжнародного туризму, і на середину XX сторіччя Вітбі знаходилося в економічній стагнації. Поступове відновлення почалося з середини 1970-х, завдяки таким чинникам як розбудова та розширення гавані, відродження історичних пам’яток як туристичних об’єктів та медійна увага до них, зокрема до візиту австралійської копії корабля “Індевор” до Вітбі в 1997 р.  

### Джеймс Кук
Джеймс Кук, всесвітньо відомий мореплавець, народився в 1728 р. в селі Мартон-ін-Клівленд, що зараз є територією міста Мідлсбро. В 1747 р. Кук почав свою морську кар’єру в Вітбі, поступивши в підручні матросом до торговельної флотилії братів Волкер. За роки своєї роботи на Волкерів Кук навчився багатьом наукам, включаючи навігацію та картографію, і зробив стрімку кар’єру . Вже в 1755 р. йому було запропоновано стати капітаном одного з кораблів флотилії, але Кук вирішив продовжити свою кар’єру у військовому флоті і покинув Вітбі.  Історики вважають, що в проміжках між виходами в море Кук, як і інші підручні, мешкав в будинку на вул. Грейп Лейн, який належав братам Волкерам. Тепер цей будинок є музеєм капітана Кука . 
Корабель “Індевор” (англ. Endeavour), на якому Кук вирушив в свою першу географічно-розвідувальну експедицію, було також збудовано в Вітбі. Корабель почав свій життєвий шлях під назвою “Граф Пембрук” (англ. Earl of Pembroke) в 1764 р. і перевозив вугілля. В 1768 р. його було переобладнано в доках в Дептфорді (Deptford) спеціально для розвідувального вояжу Кука, і перейменовано на “Індевор” .

## Географія та геологія
Вітбі розташоване на східному узбережжі Англії, в Північному Йоркширі, у гирлі річки Еск де вона впадає в Північне море.  Гирло річки Еск утворює гавань в глибокій долині, поміж двома високими пагорбами. По суші Вітбі оточене національним парком “Норт Йорк Мурс” (англ. North York Moors). Прибережна зона цього регіону визначена як частина Прибережної Спадщини (англ. Heritage Coast) – зона, в якій охороняється природа та розвивається туризм.
Схили навколо Вітбі містять в собі не лише сульфат алюмінію та гагат, які люди видобували в промислових цілях протягом декількох сторіч, але й велику кількість викопних древніх тварин, зокрема молюсків та рептилій Юрського періоду  .

### Гагат Вітбі (Whitby Jet)
Гагат або чорний бурштин – каміння, викопне вугілля, що утворилося в результаті метаморфізма деревини у морських мулах. Він є виробним камінням, з якого виробляють ювелірні прикраси та художні вироби. Вважається, що Гагат Вітбі має особливо високі якості в порівнянні з гагатом з інших частин світу. Перші майстерні з обробки гагату відкрилися у Вітбі приблизно в 1808 р. Популярність виробів з гагату, а з нею і виробництво, зростали. Піку поплярнусті вони досягли наприкінці XIX сторіччя завдяки тодішній традиції трауру. По смерті свого чоловіка принца Альберта, королева Вікторія носила ювелірні прикраси з Гагату Вітбі як частину свого траурного вбрання впродовж декількох років. В наш час, на початку XXI сторіччя, лише декілька людей займаються виготовленням виробів з Гагату Вітбі. Ці вироби можна купити в місті в спеціалізованих крамницях . 

## Музеї, пам’ятки архітектури та історії
Музей Вітбі
Власником музею є Літературно-філософське товариство Вітбі, яке заснувало його в 1823 р. Історичний музей, що зберігає природні та створені людьми історичні артефакти пов’язані з містом. Особливе місце тут займає колекція скам’янілих викопних флори та фауни, які знаходили у великій кількості в районі Вітбі. Найбільший викопний артефакт — скелет морської рептилії Юрського періоду довжиною 7,6 м. Музей знаходиться на західному березі, в парку Паннетт.  
Музей капітана Кука
Музей рошташований в старовинному будинку, який в середині XVIII сторіччя належав власникам торговельної флотилії братам Волкерам. Вважається, що молодий Джеймс Кук мешкав в цьому будинку в 1740-1750-х роках, коли лише почав навчатися морської справи. Музей відображає побут того часу і розповідає про життя видатного мореплавця. Музей знаходиться на східному березі, на вул. Грейп Лейн.
Музей Індевор

Музей Індевор — це сучасна копія корабля “Індевор”, на якому Джеймс Кук ходив в свій перший навколосвітній похід. Корабель пришвартований в гавані Вітбі, на річці Еск. Відвідувачі можуть піднятися на корабель, пройти всередину та зануритися у побут мореплавців XVIII сторіччя.
Музей RNLI (Royal National Lifeboat Institution)
Музей місцевої морської рятувальної станції. Розповідає про історію роботи цієї станції, корабельні аварії що сталися в цій місцевості та порятунок людей.  

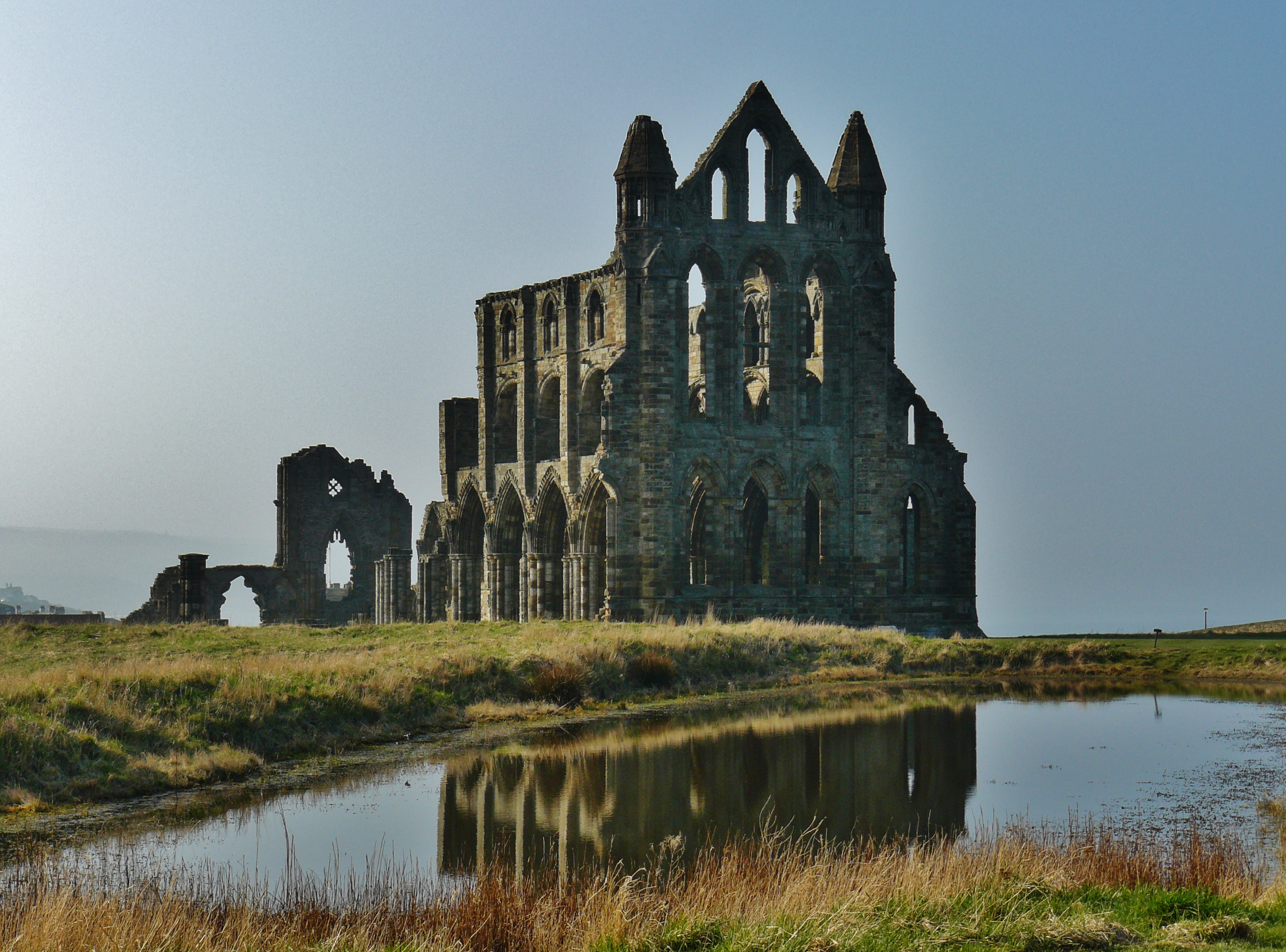
Абатство Вітбі
Руїнами абатства опікується організація Англійська спадщина. Вона пропонує відвідувачам подивитися руїни під відкритим небом, а також відвідати інформаційний центр, що розташований поруч в будівлі 17-го сторіччя.   
Церква Св. Марії
Церква розташована на східному березі, на пагорбі біля Абатства Вітбі. Церква є історичною пам’яткою Першої категорії за класифікацією Listed Buildings, заснована приблизно в 1110 р., хоча здебільшого її інтер’єр датується кінцем 18-го сторіччя. При церкві є також старовинне кладовище, з видом на море і на місто, на західний берег річки Еск . Церква не є музеєм і відкрита лише для місцевих прихожан. Але, її розташування біля руїн абатства та краєвид є одним з найпопулярніших місць у Вітбі.  
199 сходинок
Ці круті сходи на східному березі ведуть від гавані на вершину пагорба, до церкви Св. Марії та до руїн абатства. Колись ці сходи доводилося долати поховальним процесіям, що несли труну на церковне кладовище, тож сходи мають декілька проміжних майданчиків, де носії з труною могли перепочити. Сходи є окремою туристичною цікавинкою Вітбі. Оригінальні сходи були збудовані приблизно 200 років тому, вони були дерев’яні. Потім їх замінили на кам’яні, остання реконструкція відбулася в 2005-2006 роках .
Пам'ятник Джеймсу Куку

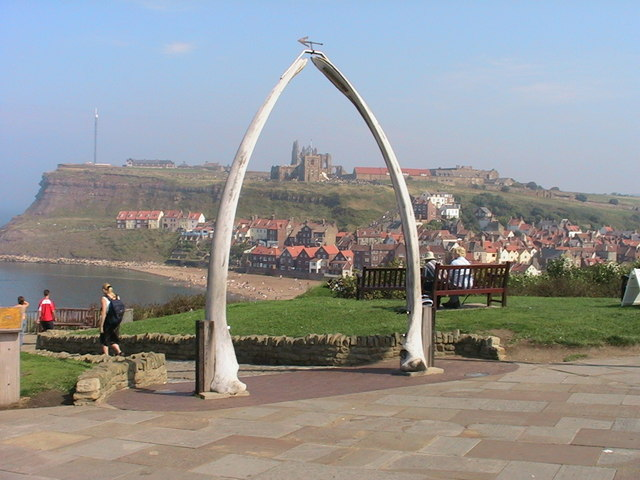
Вітбі. Скульптура з китових кісток

Пам'ятник з бронзи, встановлений в 1912 р. Розташований на західному березі, на пагорбі, з видом на море та на гавань.
Скульптура з китових кісток
Скульптура складається з двох китових кісток поєднаних в арку. Встановлена в пам’ять про китобійну промисловість, яка процвітала в місті в XVIII-XIX сторіччях. Оригінал скульптури було встановлено в 1853 р. Потім їх обновили кістками подарованими Норвегією в 1963 р. Останнє оновлення відбулося в 2003 р., завдяки подарунку з Аляски. Скульптура розташована неподалік від пам’ятника капітану Куку на західному пагорбі .
Розвідний міст

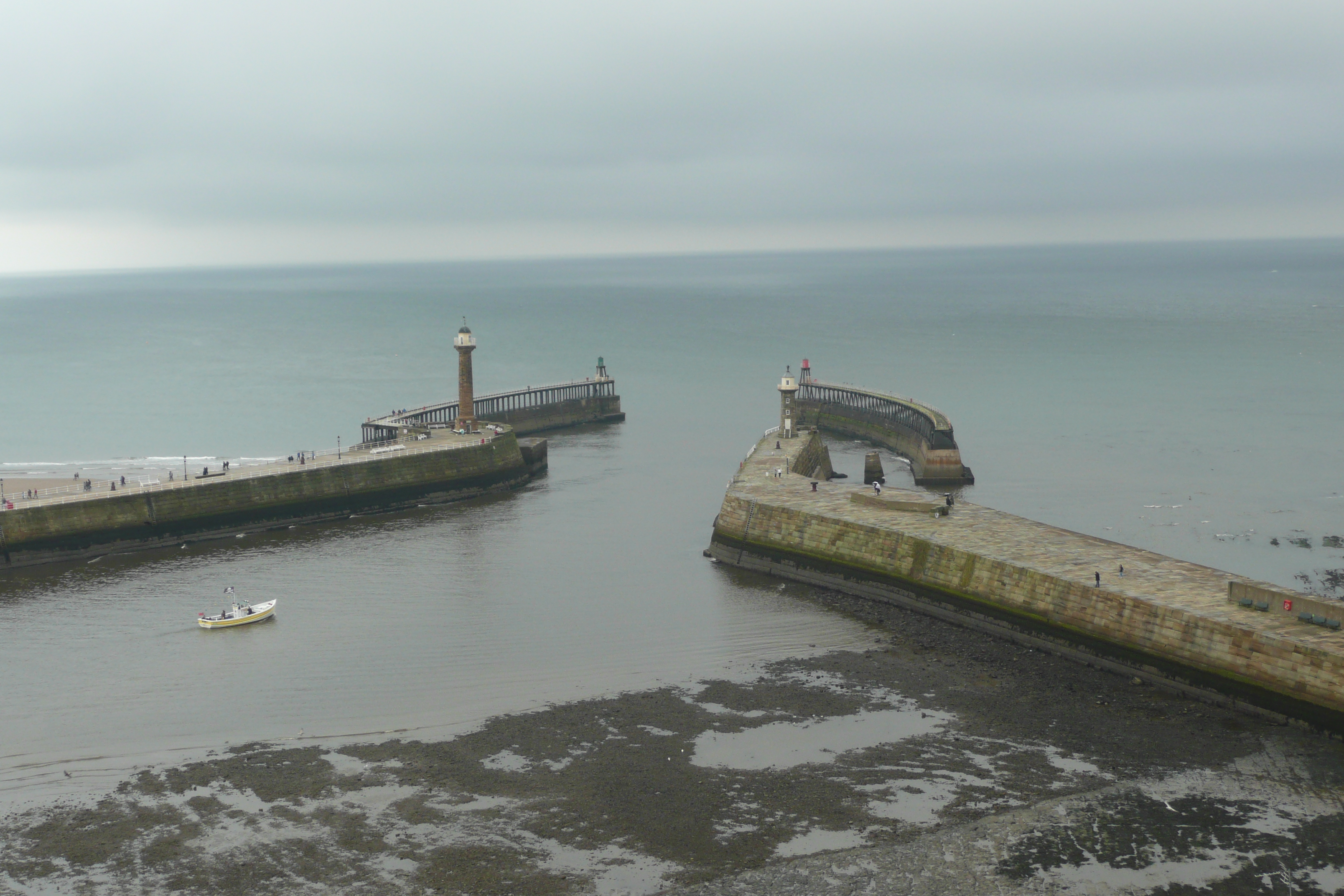
Вітбі. Вхід в гавань

Розвідний міст поворотного типу через річку Еск було збудовано в 1833 р. за проєктом місцевого інженера Франсіса Пікернелла. На початку XX сторіччя його довелося замінити новим варіантом, за проектом Дж. Мітчелл Монкріффа, аби забезпечити пропускну  спроможність більших за розміром морських суден. Міст працює і зараз, пропускаючи пішоходів та автомобілі, його навантаження обмежене вагою в 7 т  . 
Пірси з маяками
Пірси та маяки, що утворють вхід в гавань Вітбі, є архітектурною пам’яткою Другої категорії за класифікацією Listed Buildings. Збудовані в середині XIX сторіччя.

## Вітбі Готик Вікенд
Завдяки роману “Дракула” Вітбі став популярним серед поціновувачів готичної субкультури. Ця популярність призвела до організації регулярного готичного фестивалю Вітбі Готик Вікенд, що проводиться двічі на рік, в квітні та жовтні. Фестиваль в жовтні завжди припадає на Хелловін. Фестиваль у Вітбі вважається одним з найпрестижніших готичних фестивалів .

## Спорт
Регата Вітбі проводиться щорічно в серпні серед вітрильних та веслових човнів. В програму цього заходу також входять ярмарок, фейерверки, авіашоу та інші заходи .
Футбольний клуб Whitby Town FC було створено в 1892 р. Він грає в напівпрофесійній лізі Northern Premier League, що є сьомим рівнем англійської футбольної піраміди.
В місті є також регбійний клуб WRUFC, крікетний клуб “Whitby CC” та гольф клуб “Whitby Golf Club”.